# Autoestrada A10
La A10 o Autopista de Ribatejo es una autopista portuguesa, que conecta Alverca con Samora Correira, conectando la región del Área Metropolitana de Lisboa con la subregión de Lezíria do Tejo, perteneciente a la región del Oeste y Valle del Tajo, con una longitud total de 39,8 km.
La A10 conecta la A9 (CREL) en Bucelas, la A1 en Carregado y la A13/IC3 en Benavente.
El último tramo de esta carretera (el Puente de Lezíria) fue inaugurado el 8 de julio de 2007. Este puente se extiende a lo largo de unos 12 kilómetros de puentes y viaductos, atravesando los frondosos paisajes de las marismas de Ribatejo. La empresa concesionaria es Brisa Concessão Rodoviária.
Su conclusión permitió a quienes circulan en transporte por carretera entre el norte y el sur de Portugal y, viceversa, no tener que atravesar la zona de Lisboa, acortando así las distancias.

## Cronología de las secciones
| Tramo                               | Situación             | Km   |
| ----------------------------------- | --------------------- | ---- |
| Bucelas ( A 9 ) – Arruda dos Vinhos | En servicio (09/2003) | 6,9  |
| Arruda dos Vinhos – Carregado       | En servicio (12/2006) | 10,6 |
| Carregado – Benavente               | En servicio (07/2007) | 14,9 |
| Benavente – A 13                    | En servicio (04/2005) | 7,4  |